# Калье-де-Пресьядос
Калье-де-Пресьядос (исп. Calle de Preciados) — пешеходная улица в центре Мадрида, столицы Испании. Она соединяет площадь Пуэрта-дель-Соль с площадью Санто-Доминго, проходя через площадь Кальяо, где делает резкий поворот. Длина Калье-де-Пресьядос составляет около 500 метров.
От площади Пуэрта-дель-Соль до площади Кальяо Калье-де-Пресьядос пересекается с улицами Калье-де-Тетуан, Калье-де-Гальдо, Калье-дель-Маэстро-Виктория и Калье-де-Ромпелансас, а от площади Кальяо до площади Санто-Доминго — с улицами Калье-де-ла-Тернера и Калье-де-лас-Венерас.

## История
Улица была проложена на землях, ранее занимаемых монастырём Дескальсас-Реалес, а также садами и молотильными токами монастыря Сан-Мартин. Согласно преданию, название Пресьядос, которое используется, как минимум, с XVII века происходит от двух братьев («Пресьядос»), которые обосновались в этом районе после покупки земельных участков у монахов и преуспели, работая альмотасенами (архаичная должность, касавшаяся слежения и контроля за соблюдением мер и весов).
Уже в 1905 году Калье-де-Пресьядос была важным торговым районом, где преобладали предприятия по пошиву одежды и продажи текстиля, обувные мастерские, аптеки, а также предприятия общественного питания. На протяжении всего XX века коммерческая активность на улице росла благодаря развитию универмагов Galerías Preciados и El Corte Inglés, которые расширялись за счёт приобретения соседних торговых пространств. Начиная с декабря 1967 года, Калье-де-Пресьядос стали временно закрывать для транспорта на рождественские праздники из-за большого потока пешеходов. 20 октября 1973 года Мигель Анхель Гарсия-Ломас, мэр Мадрида, официально объявил эту улицу (вместе с Калье-дель-Кармен) пешеходной зоной. Galerías Preciados не выдержал конкуренции с El Corte Inglés и в 1995 году был им приобретён. По состоянию на 2018 год Калье-де-Пресьядос являлась одной из самых оживлённых пешеходных улиц в Европе.
- Табличка с названием улицы, работа керамиста Альфредо Руиса де Луны[исп.].
- Здание El Corte Inglés на углу Калье-де-Пресьядос и площади Кальяо[исп.].
- Вид на Калье-де-Пресьядос